# Maurice Nio
M.H.L. (Maurice) Nio (Dabo Singkep (Riau-archipel), 3 november 1959 – Rotterdam, 11 juli 2023) was een Nederlands architect en schrijver. 

## Loopbaan
Nio had vanaf het jaar 2000 een eigen ontwerpbureau, Nio architecten in Rotterdam, vanaf 2004 met Joan Almekinders. Samen met architect Lars Spuybroek gaf Nio van 1991 tot 1994 het tijdschrift in boekvorm Nox uit, waarvan vier delen uitkwamen.
Nio overleed in 2023 op 63-jarige leeftijd.

## Ontwerpen (selectie)
- Viaducten, tunnels en bushaltes voor Zuidtangent (NH) op het 'kerntraject' Schiphol-Haarlem, 2002.
- Busstation The Amazing Whale Jaw, piepschuim met een buitenlaag van polyester, in Hoofddorp, bij het Spaarne Ziekenhuis, 2002. Plaatselijk is het ook bekend als de Zwerfkei. Dit wordt beschouwd als het grootste bouwwerk ter wereld dat geheel uit kunststof materialen is opgebouwd.[2] De gemeente Haarlemmermeer kondigde in 2022 aan dit kunstwerk, dat duur is in onderhoud, te willen verwijderen.[3]
- Ophaalbrug, Prayer of Shadow Protection,[4] over het Amstel-Drechtkanaal in Vrouwenakker, 2008. Hiervoor wonnen Nio en Sean Matsumoto in 2010 de Dutch Design Award voor 'beste product openbare ruimte'.[5]

## Website
- NIO architecten

- Gemeinsame Normdatei: 122189787
- International Standard Name Identifier: 0000 0000 7866 4465
- Nationale Bibliotheek van Tsjechië: mzk2007408365
- RKD-Nederlands Instituut voor Kunstgeschiedenis: 113133
- Union List of Artist Names: 500249136
- Virtual International Authority File: 145328383